# 2,3,4,5,6,7-Hexaméthyloctane
Le 2,3,4,5,6,7-hexaméthyloctane est un alcane supérieur ramifié de formule semi-développée (CH3)2CH-[CH(CH3)]4-CH(CH3)2. C'est un des 1 858 isomères de chaîne du tétradécane et un des 74 isomères de chaîne de l'hexaméthyloctane.
Les atomes de carbone 3, 4, 5 et 6 sont asymétriques et cette molécule possède un plan de symétrie passant par le milieu de la liaison C4-C5. Donc elle se présente sous la forme de deux paires d'énantiomères diastéréoisomères entre elles et de deux composés méso :
- (3R,4R,5R,6R)-2,3,4,5,6,7-hexaméthyloctane et (3S,4S,5S,6S)-2,3,4,5,6,7-hexaméthyloctane
- (3R,4S,5S,6R)-2,3,4,5,6,7-hexaméthyloctane et (3S,4R,5R,6S)-2,3,4,5,6,7-hexaméthyloctane
- (3R,4S,5R,6S)-2,3,4,5,6,7-hexaméthyloctane qui est identique au (3S,4R,5S,6R)-2,3,4,5,6,7-hexaméthyloctane du fait du plan
- (3R,4R,5S,6S)-2,3,4,5,6,7-hexaméthyloctane qui est identique au (3S,4S,5R,6R)-2,3,4,5,6,7-hexaméthyloctane du fait du plan